# روبرت لي مور
روبرت لي مور (بالإنجليزية: Robert Lee Moore)‏ هو محامي وسياسي أمريكي، ولد في 27 نوفمبر 1867، وتوفي في 14 يناير 1940 في الولايات المتحدة. حزبياً، نشط في الحزب الديمقراطي. وقد انتخب عضو مجلس النواب الأمريكي.